# Andrena spolata
Andrena spolata är en biart som beskrevs av Warncke 1968. Andrena spolata ingår i släktet sandbin, och familjen grävbin. Inga underarter finns listade i Catalogue of Life.